# PPD-40
El PPD (Pistolet-Pulemyot Degtyaryova;Пистолет-пулемёт Дегтярёва, Pistola-ametralladora Degtyaryov, en ruso) es un subfusil originalmente diseñado en 1934. El PPD tiene una culata convencional de madera, dispara a cerrojo abierto y tiene selector de fuego. Fue reemplazado por el PPSh-41. 

## Historia

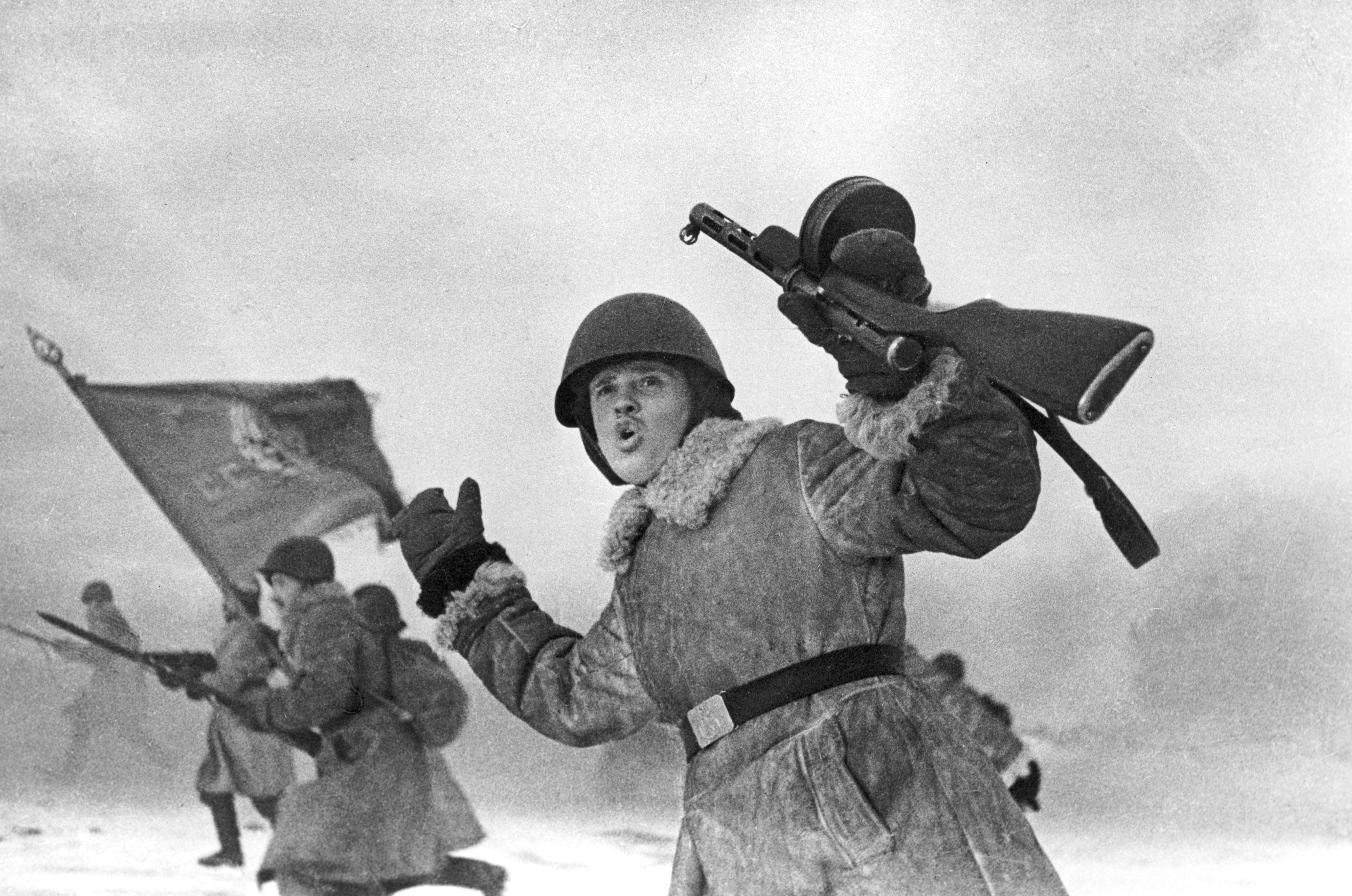
Soldado soviético portando un PPD-40 con guardamanos de dos piezas.

Fue desarrollado en la Unión Soviética por el diseñador de armas Vasily Degtyaryov. El PPD fue diseñado para emplear el nuevo cartucho soviético 7,62 x 25 Tokarev, que a su vez está basado en el cartucho 7,63 x 25 Mauser empleado por la pistola Mauser C96. Los modelos posteriores del PPD eran alimentados mediante un gran tambor.
EL PPD entró en servicio por primera vez con el Ejército Rojo en 1935 como el PPD-34, aunque no había sido producido en grandes cantidades. Los problemas de producción no fueron solucionados hasta 1937; en 1934 solamente se produjeron 44 unidades y en 1935 solo 23. La producción se incrementó en 1937 con 1.291 unidades, seguidas por 1.115 producidas en 1938 y 1.700 producidas en 1939. Fue empleado por los agentes del NKVD, así como los guardias fronterizos. Un hecho poco conocido es que el PPD fue retirado de servicio en 1939 y se cancelaron los encargos de las fábricas por una directiva del Comisariato Popular de la Industria de Defensa; la decisión fue revertida rápidamente, después de la intervención personal de Degtiariov junto a Iósif Stalin, con el cual tenía una buena relación. Durante la Guerra de Invierno, una grave escasez de armas automáticas portátiles llevó a la reintroducción en servicio de los fusiles automáticos Fiódorov que estaban almacenados como armamento de reserva.
En 1938 y 1940 se le hicieron pequeñas modificaciones, siendo designado PPD-34/38 y PPD-40 respectivamente, las cuales estaban principalmente dirigidas a facilitar su producción. La producción en masa empezó en 1940, cuando se produjeron 81.118 subfusiles. Sin embargo, el PPD-40 era demasiado complicado y costoso para ser producido en masa, ya que la mayoría de sus piezas metálicas estaban hechas mediante fresado. Y a pesar de haber sido empleado en combate durante las primeras etapas de la Segunda Guerra Mundial, fue oficialmente reemplazado por el más barato y superior PPSh-41 a finales de 1941. La gran innovación de Gueorgui Shpaguin en la producción de armas automáticas soviéticas fue el uso a gran escala de piezas de chapa de acero estampada, especialmente en el cajón de mecanismos; el PPSh-41 también tenía un sencillo compensador en la boca del cañón, que evitaba su elevación al disparar y mejoraba la precisión respecto al PPD. En 1941 apenas se fabricaron 5.868 subfusiles PPD, respecto a los 98.644 subfusiles PPSh, cuya producción alcanzó los 1,5 millones al año siguiente.
Los subfusiles PPD capturados por las fuerzas finlandesas durante la Guerra de Invierno y la Guerra de Continuación fueron suministrados a las unidades de las baterías artilleras costeras y tropas de segunda línea, siendo mantenidos como armamento de reserva hasta aproximadamente 1960. Los subfusiles PPD-34/38 y PPD-40 capturados por el Ejército alemán recibieron las designaciones de MP.715(r) y MP.716(r), respectivamente.
También se produjo una cierta cantidad de subfusiles parecidos al PPD-40 de forma casi artesanal por armeros de los partisanos soviéticos. Estos subfusiles, que todavía se producían en una fecha tan tardía como 1944, usaban piezas metálicas fresadas porque las piezas de chapa de acero estampada requerían grandes máquinas que no estaban al alcance de los partisanos. No se sabe a ciencia cierta cuantos se produjeron, pero se sabe de al menos seis armeros de los partisanos que produjeron sus propias series de subfusiles. Uno de ellos produjo 28 subfusiles en un período de casi dos años.

## Usuarios
- Unión Soviética[10]
- Albania[11]
- Corea del Norte[12]
- Finlandia[13][12]
- Segunda República Española: El Ejército de la República empleó el PPD-34/38 durante la guerra civil.[14][15]
- Yugoslavia: La Unión Soviética envió 5.000 subfusiles entre 1944 y 1945.[16]

### Entidades no estatales
- Hukbalahap[8]